# Gräs, Hagfors kommun
Gräs är en ort i Hagfors kommun i Värmlands län. Den ligger en bit söder om Sunnemo och direkt söder om Hålfall.
SCB klassade Gräs som en småort vid avgränsningen 1990 men sedan 1995 har den inte räknats som småort.